# Solomon L. Spink

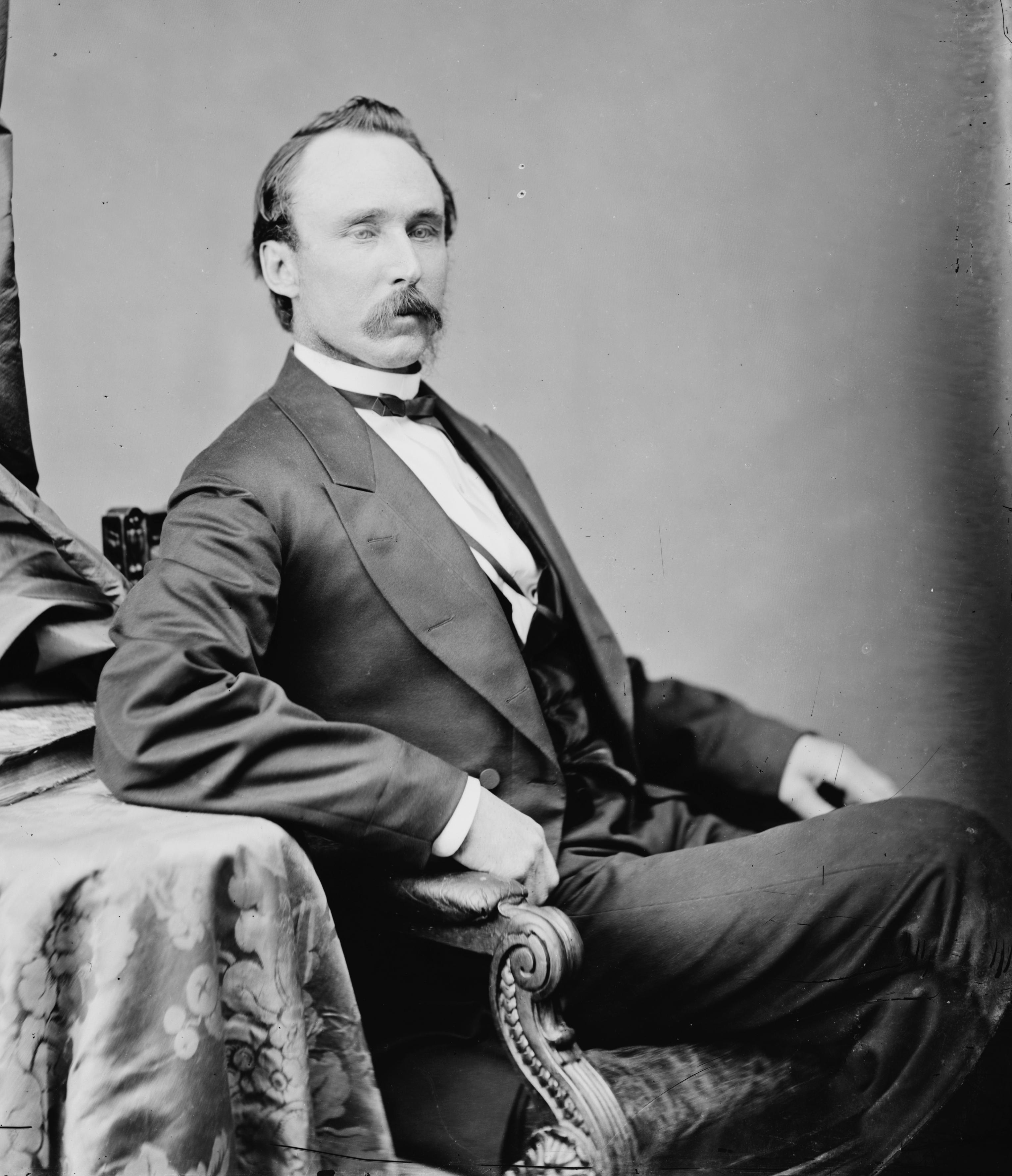
Solomon L. Spink

Solomon Lewis Spink (* 20. März 1831 in Whitehall, New York; † 22. September 1881 in Yankton, Dakota-Territorium) war ein US-amerikanischer Politiker. Zwischen 1869 und 1871 vertrat er als Delegierter das Dakota-Territorium im US-Repräsentantenhaus.

## Frühe Jahre
Solomon Spink besuchte die öffentlichen Schulen seiner Heimat und dann das Castleton Seminary in Vermont. Danach unterrichtete er selbst einige Jahre als Lehrer, ehe er nach einem Jurastudium im Jahr 1856 als Rechtsanwalt zugelassen wurde. Daraufhin begann er in Burlington in Iowa in diesem Beruf zu arbeiten. Im Jahr 1860 zog Spinks nach Paris (Illinois), wo er die Zeitung „Prairie Beacon“ herausgab.

## Politische Laufbahn
Spink wurde Mitglied der Republikanischen Partei. Im Jahr 1864 wurde er Abgeordneter im Repräsentantenhaus von Illinois. Nach seiner Ernennung zum Staatssekretär im Dakota-Territorium durch Präsident Abraham Lincoln zog Solomon Spink in dieses Gebiet, wo er sein neues Amt zwischen 1865 und 1869 ausübte. Bei den Kongresswahlen des Jahres 1868 wurde er als Kandidat seiner Partei zum neuen Delegierten im US-Repräsentantenhaus in Washington gewählt. Dieses Mandat nahm er zwischen dem 4. März 1869 und dem 3. März 1871 wahr. Da er im Jahr 1870 nicht mehr wiedergewählt wurde, musste er seinen Sitz an Moses K. Armstrong von der Demokratischen Partei abtreten.
Nach seiner Rückkehr aus Washington praktizierte Spink in Yankton als Anwalt. Im Jahr 1876 bewarb er sich erfolglos um die Nominierung seiner Partei für die Kongresswahlen. Statt seiner wurde Jefferson P. Kidder aufgestellt und in der Folge auch zum Delegierten im Kongress gewählt. Solomon Spink starb im September 1881 und wurde in Yankton beigesetzt.

## Ehrungen
Das Spink County in South Dakota wurde nach ihm benannt.